# Central City (Pensilvania)
Central City es un borough ubicado en el condado de Somerset en el estado estadounidense de Pensilvania. En el año 2000 tenía una población de 1.258 habitantes y una densidad poblacional de 897.9 personas por km².

## Geografía
Central City se encuentra ubicado en las coordenadas 40°06′33″N 78°48′15″O / 40.10917, -78.80417.

## Demografía
Según la Oficina del Censo en 2000 los ingresos medios por hogar en la localidad eran de $26,581 y los ingresos medios por familia eran $32,455. Los hombres tenían unos ingresos medios de $26,700 frente a los $17,833 para las mujeres. La renta per cápita para la localidad era de $13,263. Alrededor del 11.1% de la población estaba por debajo del umbral de pobreza.